# Orthonecroscia
Orthonecroscia is een geslacht van Phasmatodea uit de familie Diapheromeridae. De wetenschappelijke naam van dit geslacht is voor het eerst geldig gepubliceerd in 1904 door William Forsell Kirby.

## Soorten
Het geslacht Orthonecroscia omvat de volgende soorten:
- Orthonecroscia bouvieri (Redtenbacher, 1908)
- Orthonecroscia capitata (Redtenbacher, 1908)
- Orthonecroscia chaperi (Redtenbacher, 1908)
- Orthonecroscia coeruleomaculata Günther, 1943
- Orthonecroscia deflorata (Redtenbacher, 1908)
- Orthonecroscia dux (Redtenbacher, 1908)
- Orthonecroscia errans Günther, 1938
- Orthonecroscia fastidiosa (Redtenbacher, 1908)
- Orthonecroscia felix (Redtenbacher, 1908)
- Orthonecroscia festinabunda (Redtenbacher, 1908)
- Orthonecroscia filum (Westwood, 1848)
- Orthonecroscia fumata (Serville, 1838)
- Orthonecroscia laeta (Redtenbacher, 1908)
- Orthonecroscia laetissima (Redtenbacher, 1908)
- Orthonecroscia longicornis (Burmeister, 1838)
- Orthonecroscia mjoebergi Günther, 1935
- Orthonecroscia multiannulata (Redtenbacher, 1908)
- Orthonecroscia necroscioides (Redtenbacher, 1908)
- Orthonecroscia nieuwenhuisi Günther, 1943
- Orthonecroscia oreibates Günther, 1932
- Orthonecroscia pulcherrima Kirby, 1904
- Orthonecroscia ruficeps Kirby, 1904
- Orthonecroscia serena (Redtenbacher, 1908)
- Orthonecroscia speciosa Günther, 1943
- Orthonecroscia violascens (Redtenbacher, 1908)